# Radiumchloride
Radiumchloride is een anorganische verbinding van radium, met als brutoformule RaCl2. De stof komt voor als een witte kristallijne vaste stof, die goed oplosbaar is in water. Radiumchloride was de eerste verbinding van radium die gevormd werd en het vormde de basis voor de scheiding van radium en barium door Marie Curie. De eerste bereiding van metallisch radium verliep door de elektrolyse van een waterige oplossing van radiumchloride.

## Eigenschappen
Radiumchloride kristalliseert uit als een dihydraat. Het kristalwater kan verdreven worden door verhitting tot 100°C in lucht, gevolgd door verhitting tot 520°C onder een inerte atmosfeer van argon.
Radiumchloride is een witte vaste stof met een blauw-groene luminescentie. Deze eigenschap komt hoofdzakelijk tot uiting bij verhitting van de stof. Radiumchloride is minder oplosbaar in water dan andere chloriden van de aardalkalimetalen en deze eigenschap werd gebruikt bij het scheiden van radium en barium door gefractioneerde kristallisatie. Het is zeer slecht oplosbaar in geconcentreerd zoutzuur.
In de gasfase komt radiumchloride voor als afzonderlijke RaCl2-moleculen, die een sterke absorptie in het zichtbare gedeelte van het elektromagnetisch spectrum vertonen (namelijk bij 676,3 en 649,8 nm). De dissociatie-energie van de Ra-Cl-binding bedraagt 2,9 eV en de bindingslengte meet 292 pm.